# 前野真由美
前野 真由美（まえの まゆみ）は、日本の看護師、看護学者（成人看護学）。学位は修士（国際教育学）（常葉学園大学・2002年）。静岡県立大学看護学部講師。
千葉大学医学部附属病院看護婦、東京医科歯科大学医学部附属病院看護婦、北海道医療大学看護福祉学部助手、静岡県立大学短期大学部看護学科講師などを歴任した。

## 概要
成人看護学を専攻する看護学者である。在日外国人の健康についての研究などで知られている。千葉大学や東京医科歯科大学にて看護婦として勤務したのち、北海道医療大学や静岡県立大学などで教鞭を執った。

## 来歴

### 生い立ち
国が設置・運営する千葉大学に進学し、看護学部にて学んだ。1987年（昭和62年）3月、千葉大学を卒業した。それに伴い、看護学士の称号を取得した。母校である千葉大学に採用され、医学部の附属病院にて看護婦として勤務した。その後、国が設置・運営する東京医科歯科大学に転じ、医学部の附属病院にて看護婦として勤務した。

### 看護学者として
東日本学園が設置・運営する北海道医療大学に採用され、看護福祉学部の助手として着任した。さらに、静岡県により設置・運営される静岡県立大学の短期大学部に転じ、看護学科の講師として着任した。その傍ら、常葉学園が設置・運営する常葉学園大学の大学院に進学し、国際言語文化研究科の国際教育専攻にて学んだ。2002年（平成14年）3月、常葉学園大学の大学院における修士課程を修了した。それに伴い、修士（国際教育学）の学位を取得した。その後、静岡県立大学の組織改編により短期大学部の看護学科は2016年（平成28年）9月30日に廃止されたものの、静岡県立大学の看護学部に異動し、そちらの講師となった。看護学部においては、主として看護学科の講義を担当し、成人看護学を受け持った。なお、大学院の看護学研究科の役職は兼務しておらず、看護学部の職務に専念している。

## 研究
専門は看護学であり、特に成人看護学といった分野の研究に従事していた。具体的には、在日外国人の健康や緩和ケアについての研究に取り組んでいた。その専門性を生かし、静岡県立大学の看護学部、国際関係学部、短期大学部の教員、学生、院生ら多数の県民が参加するボランティア団体「外国人のための無料健康相談と検診会」の活動に携わっており、その事務局にて2008年（平成20年）より局長を務めていた。また、静岡県多文化共生審議会においては、2009年（平成21年）から2020年（令和2年）まで委員を務めていた。外国人のための無料健康相談と検診会での活動を取り上げた前野竜太郎らとの共同研究「静岡県在住外国人の終末期における医療の決定や生活に対する希望――質問紙調査より」が評価され、日本国際保健医療学会学術大会のベストポスター賞を受賞した。
学術団体としては、日本看護科学学会、千葉看護学会、日本緩和医療学会、日本国際保健医療学会、などといった組織に所属していた。

## 略歴
- 1987年 - 千葉大学看護学部卒業[5]。
- 2002年 - 常葉学園大学大学院国際言語文化研究科修士課程修了[5]。
- 2008年 - 外国人のための無料健康相談と検診会事務局局長[10]。
- 2009年 - 静岡県多文化共生審議会委員[10]。

## 賞歴
- 2018年 - 日本国際保健医療学会学術大会ベストポスター賞[11][12][13]。

## 著作

### 共著
- 中島紀恵子著『生活の場から看護を考える――看護概念の転換への提起』医学書院、1994年。ISBN 4260341359

### 註釈
1. ↑  千葉大学は、2004年に国から国立大学法人千葉大学に移管された。
2. ↑  看護学士の称号は、1991年7月1日以降の学士（看護学）の学位に相当する。
3. ↑  看護婦は、看護士と統合され、2002年に看護師となった。
4. ↑  東京医科歯科大学は、2004年に国から国立大学法人東京医科歯科大学に移管された。
5. ↑  静岡県立大学は、2007年に静岡県から静岡県公立大学法人に移管された。
6. ↑  学校法人常葉学園は、2017年に学校法人常葉大学に改組された。
7. ↑  常葉学園大学は、浜松大学、富士常葉大学と統合され、2013年に常葉大学に改組された。